# Joe Moran (Fußballspieler, 1887)
Joseph „Joe“ Moran  (* 11. Februar 1887 in Dublin; † 2. Oktober 1937 ebenda) war ein irischer Fußballspieler.

## Karriere
Moran spielte für den Dubliner Klub Shelbourne FC und stand mit der Mannschaft 1907, 1908 und 1911 im Finale um den Irish Cup, in der Saison 1906/07 erreichte das Team zudem den zweiten Tabellenplatz in der Meisterschaft, die beste Platzierung einer Dubliner Mannschaft in der Geschichte der Irish League. Im Oktober 1909 repräsentierte er die Irish League bei einer 0:2-Niederlage in einem Auswahlspiel gegen die Scottish Football League vor 10.000 Zuschauern im Glasgower Firhill Park. Im irischen Pokalfinale von 1911 führte er seine Mannschaft als Kapitän an und erzielte per Strafstoß den Treffer zum 2:1-Endstand. Zur Saison 1911/12 wurde Moran, ebenso wie seine beiden Mannschaftskameraden John Clarkin und John Heaney, sowie mit William Briggs, Frank Heaney, Edward McDaniel, Leslie Murphy vier weitere irische Spieler, vom englischen Zweitligisten Leeds City verpflichtet; insgesamt hatte Leeds City zu diesem Zeitpunkt 16 irische Spieler bei der Football League registriert.
Der Versuch von Leeds’ Trainer Frank Scott-Walford den finanziell klammen Verein mit irischen Spielern konkurrenzfähig zu machen scheiterte, der Klub stand am Saisonende auf dem vorletzten Tabellenplatz und musste sich der Wiederwahl um den Ligaverbleib stellen, Scott-Walford trat am Saisonende von seinem Posten zurück. Moran hatte im Saisonverlauf 24 Liga- und zwei FA-Cup-Spiele bestritten, zumeist als linker Außenläufer. Anlässlich einer 1:5-Niederlage beim FC Burnley hielt der Korrespondent der Athletic News fest: „Moran war der beste einer schwachen Läuferreihe, die ebenso oft den Ball an einen Gegner wie an einen Mitspieler gab.“ Gegen Saisonende wurde Moran auch einige Male als linker Verteidiger aufgeboten, erstmals kam es am 30. Dezember 1911 gegen Nottingham Forest dazu, als sich der eigentliche Linksverteidiger Alex Campbell während des Spiels verletzte und Moran für seine Leistung auf der ihm fremden Position presseseitig gelobt wurde.
Im Dezember 1911 schickte Leeds City eine komplett aus irischen Spielern bestehende Auswahl für ein Freundschaftsspiel nach Dublin, die mit 1:0 gewonnene Partie gegen Bohemians Dublin stand auch unter Beobachtung von Mitgliedern des Auswahlkomitees der irischen Nationalmannschaft. Im März 1912 gastierte Leeds für ein Freundschaftsspiel gegen den Linfield FC (Endstand 2:2) erneut in Irland, nur wenige Tage später wurde er, ebenso wie sein Mannschaftskamerad Joe Enright, in die irische Nationalelf für ein Spiel gegen Schottland berufen. Moran profitierte auch davon, dass einige England-Legionäre von ihren Vereinen nicht freigegeben wurden (so nahm er den Platz des Everton-Spielers Val Harris ein) und der irische Verband mit einigen führenden Klubs im Clinch lag, die darum auch in direkter Konkurrenz zum Länderspiel eine eigene Partie organisierten.
Die Partie im Rahmen der British Home Championship 1911/12 ging im Windsor Park von Belfast mit 1:4 verloren, Moran hatte in seinem einzigen Länderspieleinsatz mit Pat O’Connell und Johnny Darling die Läuferreihe gebildet. Die Presseberichte waren sich einig darin, dass eine schwache irische Mannschaft  in einem einseitigen Spiel unterlag, wobei Moran in einem Spielbericht attestiert wurde „tapfer weitergeschuftet zu haben“ während ihm in einem anderen „häufige Fehler“ zugeschrieben wurden.
Nachdem zur Saison 1912/13 Herbert Chapman das Traineramt übernommen hatte, wurde ein Großteil der irischen Spieler nicht weiterverpflichtet. Moran erhielt zwar auch für die folgende Saison einen Vertrag, kam im Saisonverlauf aber nur zu einem Einsatz in der ersten Mannschaft von Leeds und spielte überwiegend für das Reserveteam in der Midland League. Am Saisonende kehrte er nach Irland zurück und schloss sich dem St. James’s Gate FC an, mit dem er 1915 die Leinster Senior League gewann und für den er noch bis mindestens 1917 aktiv war.